# Eva Pawlik
Eva Pawlik (Vienna, 4 ottobre 1927 – Vienna, 31 luglio 1983) è stata una pattinatrice artistica su ghiaccio austriaca.

## Biografia
Prima della seconda guerra mondiale Eva Pawlik era considerata un "prodigio" sul ghiaccio per la sua capacità di eseguire trottole molto veloci e di completare con facilità l'axel a soli quattro anni. Nel 1937, a nove anni, il cortometraggioSunny Youth, fece scoprire le sue doti di attrice. Nelle gare di coppia Pawlik, insieme al suo futuro marito Rudi Seeliger vinse diversi di campionati giovanili e junior (sempre battendo i futuri campioni del mondo, gli ungheresi Andrea Kékesy / Ede Király. Durante la guerra Seeliger dovette arruolarsi nell'esercito tedesco. Divenuto un prigioniero di guerra, riuscì a tornare a casa solo alla fine del 1949. A causa della sua assenza Pawlik partecipò solo alle competizioni individuali, vincendo quattro titoli nazionali dal 1946 al 1949.
Quando l'Austria fu riammessa alle competizioni internazionali nel 1948, Pawlik divenne si rivelò la più forte pattinatrice europea, anche se il titolo di campione europeo andò alla canadese Barbara Ann Scott, poiché fino al 1948 anche i non europei hanno potuto partecipare alla gara. Nello stesso anno Pavlik vinse altre due medaglie d'argento, alle Olimpiadi e al Campionato del Mondo. Nel 1949 vinse il suo unico oro internazionale, al Campionato europeo, nonostante un attacco di appendicite. Al Campionato del mondo era nettamente favorita ma si dovette ritirare a causa della rottura di un pattino poco prima del programma libero. L'episodio dette adito a voci di un possibile sabotaggio.
Già nel 1948 Pawlik aveva ricevuto offerte di apparire in un film di Hollywood, ma a quel tempo voleva mantenere il suo status di dilettante. Nell'estate del 1949 divenne professionista e si unì alla Vienna Ice Revue. Il suo primo ruolo da protagonista in un film arrivò nel 1950 con Spring on the Ice. Alla Vienna Ice Revue Pawlik divenne la pattinatrice europea più celebrata dai tempi della tre volte campionessa olimpica Sonja Henie grazie alla sua eleganza e alle sue abilità acrobatiche.
Nel 1954 Pawlik conseguì il dottorato di ricerca in lingua e letteratura tedesca presso l'Università di Vienna con una tesi sulla poesia dello scrittore austriaco Stephan von Millenkovich. All'inizio degli anni '60 Pawlik si ritirò dal pattinaggio, divenne madre e iniziò una nuova carriera nella televisione austriaca. Dal 1963 al 1972 commentò tutti i campionati europei e mondiali e di tutte le competizioni olimpiche di pattinaggio artistico, che all'epoca erano i principali eventi in prima serata. Pawlik è morta nel 1983 dopo una lunga malattia, pochi mesi dopo il marito.

## Palmarès

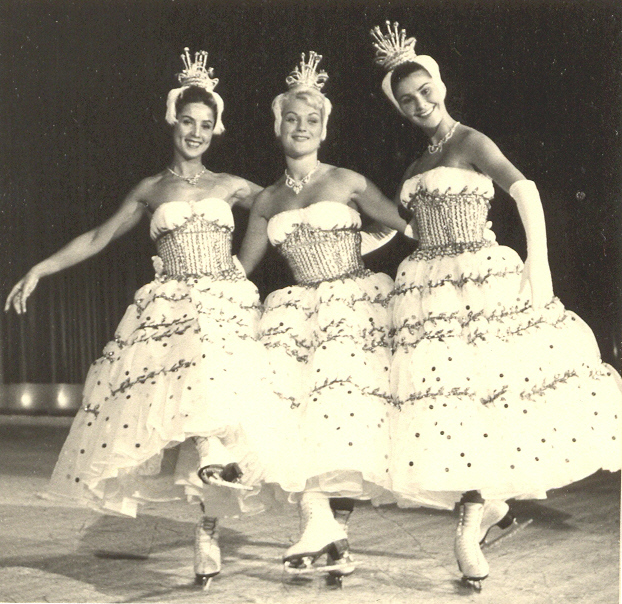
Eva Pawlik, Hanna Eigel e Ingrid Wendl alla Vienna Ice Revue.

### Individuale
| Internazionali            | Internazionali | Internazionali | Internazionali | Internazionali | Internazionali |
| Evento                    | 1946           | 1947           | 1948           | 1949           |                |
| ------------------------- | -------------- | -------------- | -------------- | -------------- | -------------- |
| Giochi olimpici invernali |                |                | 2°             |                |                |
| Campionati mondiali       |                |                | 2°             | R              |                |
| Campionati europei        |                |                | 2°             | 1°             |                |
| Nazionali                 |                |                |                |                |                |
| Campionati austriaci      | 1°             | 1°             | 1°             | 1°             |                |
| R = Ritirata              |                |                |                |                |                |

### Coppie
(con Rudi Seeliger)
| Campionati austriaci | 1° |